# Ioann Zlatoust (couraçado)
O Ioann Zlatoust (Иоанн Златоуст) foi um couraçado pré-dreadnought operado pela Marinha Imperial Russa e a segunda e última embarcação da Classe Evstafi, depois do Evstafi. Sua construção começou em julho de 1903 no Estaleiro de Sebastopol e foi lançado ao mar em maio de 1906, sendo comissionado em abril de 1911. Era armado com uma bateria principal composta por quatro canhões de 305 milímetros montados em duas torres de artilharia duplas, tinha um deslocamento de treze mil toneladas e conseguia alcançar uma velocidade máxima de dezesseis nós.
O Ioann Zlatoust lutou na Primeira Guerra Mundial em ações contra o Império Otomano. Ele enfrentou o cruzador de batalha Yavuz Sultan Selim na Batalha do Cabo Saric em novembro de 1914 e depois participou de operações de bombardeio litorâneo pelos anos seguintes. Foi tirado de serviço em março de 1918 e dois meses depois capturado pelos alemães, sendo entregue aos Aliados no final da guerra. Seus motores foram destruídos pelos britânicos em 1919 para que não fosse usado na Guerra Civil Russa e permaneceu abandonado até ser desmontado em 1923.

## Características
O Ioann Zlatoust tinha 117,6 metros de comprimento de fora a fora, uma boca de 22,6 metros, um calado de 8,5 metros e um deslocamento de 13 061 mil toneladas. Seu sistema de propulsão era composto por 22 caldeiras de tubos d'água Belleville que alimentavam dois motores verticais de tripla-expansão com três cilindros, cada um girando uma hélice. Tinham uma potência indicada de 10 745 cavalos-vapor (7,9 mil quilowatts) para uma velocidade máxima de dezesseis nós (trinta quilômetros por hora). Podia carregar até 1,1 mil toneladas de carvão, o que proporcionava uma autonomia de 2,1 mil milhas náuticas (3,9 mil quilômetros) a uma velocidade de dez nós (dezenove quilômetros por hora).
O armamento principal tinha quatro canhões Obukhovskii Padrão 1895 calibre 40 de 305 milímetros montados em duas torres de artilharia, uma à vante e outra à ré da superestrutura. A bateria secundária consistia em quatro canhões Padrão 1905 calibre 50 de 203 milímetros montados em casamatas nos cantos da superestrutura e doze canhões Canet Padrão 1892 calibre 45 de 152 milímetros em casamatas no convés inferior. O armamento contra barcos torpedeiros tinha catorze canhões Canet Padrão 1892 calibre 50 de 75 milímetros espalhados em plataformas no convés superior. Também haviam dois tubos de torpedo de 450 milímetros. O cinturão de blindagem tinha entre 178 e 229 milímetros de espessura, sendo fechado em cada extremidade por anteparas transversais de 178 milímetros. A espessura dos conveses ficava entre 35 e 76 milímetros. As laterais das torres de artilharia tinham 254 milímetros, ficando em cima de barbetas de 127 a 254 milímetros. As torres de comando eram protegidas por laterais de 203 milímetros e tetos de 76 milímetros.
O couraçado foi equipado com armas antiaéreas no topo de suas torres de artilharia em meados de 1915, enquanto proteções contra bombas foram instaladas nas entradas de suas chaminés. Primeiro recebeu quatro canhões de 75 milímetros, mas isto foi depois alterado para duas armas de 75 milímetros e outras duas de 63,5 milímetros.

## História
A construção do Ioann Zlatoust começou em 14 de julho de 1903, muito antes da cerimônia formal de batimento de quilha em 13 de novembro de 1904. O progresso foi relativamente rápido, mesmo com interrupções causadas pela Revolução Russa de 1905. Foi lançado ao mar em 13 de maio de 1906, mas a equipagem foi atrasada por várias mudanças feitas em decorrência das lições aprendidas na Guerra Russo-Japonesa. Por exemplo, houve um período de sete meses em 1907 em que praticamente nenhum trabalho foi feito, com ele só sendo finalizado em 1º de abril de 1911. As torres de artilharia originalmente seriam usadas na reconstrução do antigo ironclad Chesma, mas foram desviadas para o Ioann Zlatoust depois da reconstrução ter sido cancelada.

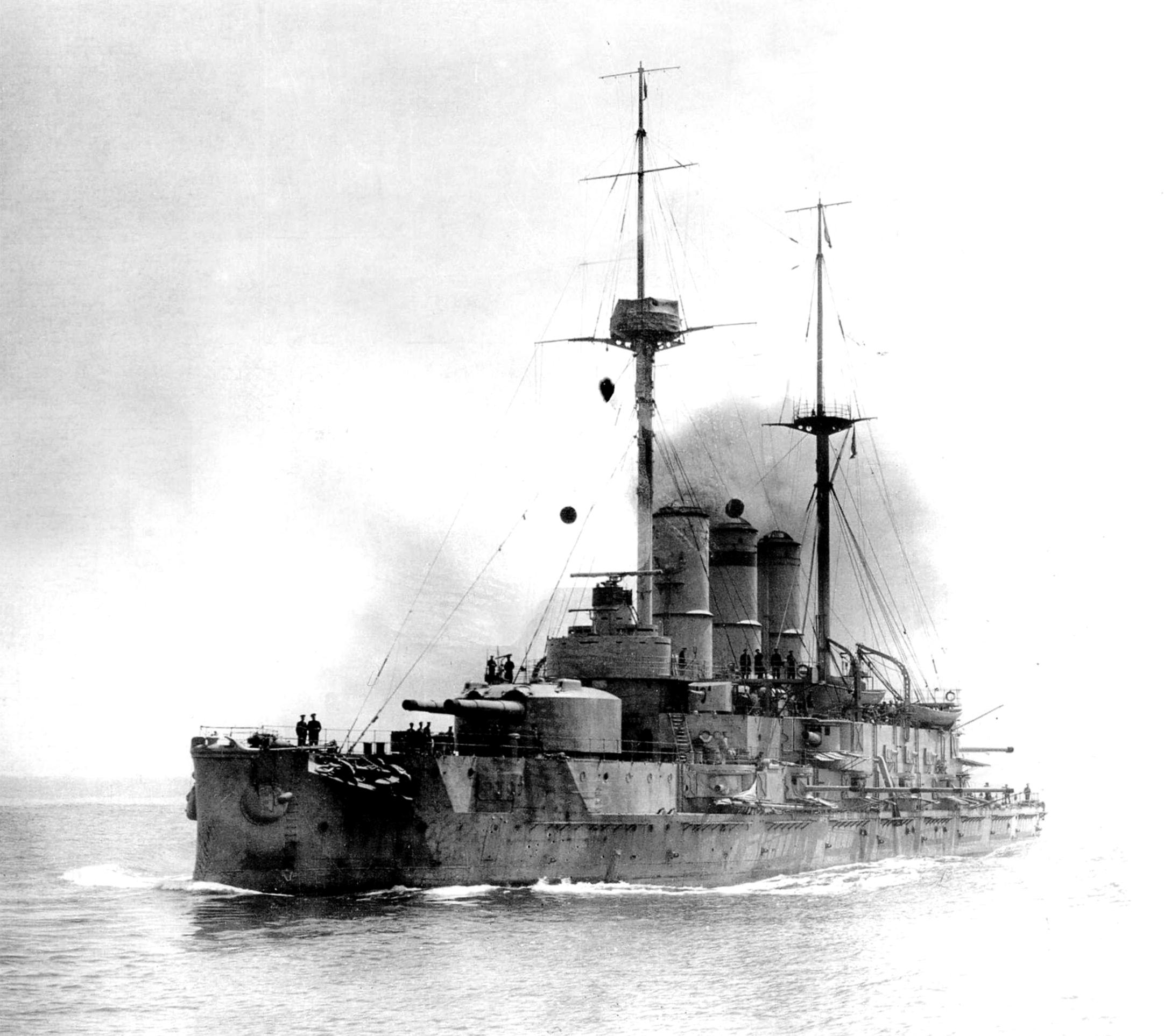
O Ioann Zlatoust em 1914

A Frota do Mar Negro tinha experimentado com a concentração de disparos de vários navios sob o controle de um "navio-mestre". As embarcações precisavam ter um armamento idêntico e serem equipadas com um rádio a fim de transmitir e receber dados de distância e deflexão. O Ioann Zlatoust se tornou o navio-mestre da Frota do Mar Negro, trabalhando junto com o Evstafi e Panteleimon.
A Rússia declarou guerra contra o Império Otomano em 2 de novembro de 1914 e duas semanas depois no dia 17 uma frota composta pelo Ioann Zlatoust, Evstafi, mais três couraçados, três cruzadores, três contratorpedeiros e onze barcos torpedeiros bombardearam Trebizonda. Foram interceptados durante a volta no dia seguinte pelo cruzador de batalha Yavuz Sultan Selim e o cruzador rápido Midilli, resultando na Batalha do Cabo Saric. Havia neblina e os dois lados inicialmente não se avistaram. A capitânia Evstafi avistou os otomanos primeiro, mas não disparou até que o navio-mestre Ioann Zlatoust pudesse avistar o Yavuz Sultan Selim. Entretanto, seus comandos mostravam uma distância de 3,7 quilômetros a mais do que a estimativa de sete quilômetros do Evstafi, assim este abriu fogo com seus próprios dados. O Ioann Zlatoust disparou apenas seis projéteis de sua bateria principal durante o confronto, errando todos.
O Midilli e o cruzador protegido Hamidiye encontraram a frota russa enquanto voltavam de uma missão de bombardeio em 9 de janeiro de 1915, levando a um breve confronto em que o Midilli acertou o Evstafi uma vez antes dos otomanos usarem sua velocidade superior para recuarem e fugirem. O Ioann Zlatoust e o Evstafi deram cobertura para missões de bombardeio no Bósforo em 18 de março e 9 de maio, com os russos sendo interceptados pelo Yavuz Sultan Selim nesta segunda operação. Os dois lados seguiram cursos paralelos e abriram fogo a uma distância de 15,9 quilômetros. Nenhum dos lados acertou o outro. Os russos ficaram virando constantemente e isto impediu que o cruzador de batalha cruzasse o "T", algo que ganhou tempo suficiente para os couraçados Panteleimon e Tri Sviatitelia chegassem e se unissem aos outros. O navio otomano recuou depois de 22 minutos de combate, com os russos tentando mas não conseguindo persegui-lo.
Todos os pré-dreadnoughts russos da Frota do Mar Negro foram transferidos em 1º de agosto de 1915 para a 2ª Brigada de Couraçados, logo depois do moderno dreadnought Imperatritsa Maria ter entrado em serviço. Este deu cobertura em 1º de outubro enquanto o Ioann Zlatoust e Panteleimon bombardeavam Zonguldak e o Evstafi bombardeava a vizinha Kozlu, no litoral da Anatólia. O Evstafi e o Ioann Zlatoust participaram de um bombardeio de Varna, na Bulgária, em maio de 1916.
Tanto o Ioann Zlatoust quanto o Evstafi foram colocados na reserva em março de 1918 em Sebastopol. Foram capturados pelos alemães em maio, mas entregues aos Aliados em dezembro, após o fim da Primeira Guerra Mundial. Os britânicos destruíram seus motores entre 22 e 24 de abril de 1919 quando abandonaram a Crimeia, desta forma impedindo que os bolcheviques os usassem contra os brancos na Guerra Civil Russa. Foram capturados pelos dois lados do conflito, mas abandonados pelos brancos quando estes também evacuaram a Crimeia em novembro de 1920. Foram desmontados entre 1922 e 1923, porém só removidos do registro naval em 21 de novembro de 1925.